# Glaphyrus serratulae maroccanus
Glaphyrus serratulae maroccanus es una subespecie de coleóptero de la familia Glaphyridae.

## Distribución geográfica
Habita en Marruecos.